# Томер Ціммерман
Томер Ціммерман (нар. 1 січня 1966) — колишній ізраїльський тенісист.
Найвищу одиночну позицію світового рейтингу — 384 місце досяг 18 квітня 1988, парну — 442 місце — 18 квітня 1988 року.

## Фінали ATP Челленджер

### Одиночний розряд: 1 (0–1)
| Результат | Дата     | Турнір      | Покриття | Суперник      | Рахунок       |
| --------- | -------- | ----------- | -------- | ------------- | ------------- |
| Поразка   | Лис 1987 | Дурбан, ПАР | Тверде   | Філіп Джонсон | 2–6, 0–2 ret. |